# 柴犬まる
柴犬まる（しばいぬまる、2007年10月20日 - 2024年1月8日）は、岐阜県出身の柴犬。インスタグラムのフォロワー数は250万人を超える。

## 来歴
2007年10月20日、岐阜県に生まれる。飼い主となる小野夫妻が近所のショッピングモールにあるペットショップで出会い、同年のクリスマスイブに家族として迎え入れる。
名前の由来は、頭に思い浮かんだ「まる」という言葉尻が好きで、みんなに優しく、角のない性格になるようにと妻がつけた。
2011年、東北地方太平洋沖地震の際、SNSに不安をあおる書き込みや悲しい気持ちになる内容が多いことを憂慮した飼い主が、飼い犬の写真ならどのような反応があるかを確かめようと、写真のアップを開始した。
2014年、インスタグラムのフォロワー数が80万人を超え、同年6月には初の写真集「柴犬まる」がメディアファクトリーより刊行される。
2015年、インスタグラムのフォロワー数が200万人を超え、多くの芸能人をおしのけ国内5位。同年11月にはその発信力から三重県の観光大使に就任した（任期3年）。都道府県で犬としての観光大使は国内初。
2016年4月、タイム (雑誌)によって　最も影響のある動物100に選出される。まるの影響力の大きさと人気から「スター」「巨柴」「ベスト・ドッグ」「世界一有名な柴犬」と国内外で評された。
2024年1月8日、16年81日の生涯を終える。翌1月9日、公式ブログ及び各SNSにて報告された。

## CM
- 民放連 リオオリンピック応援CM「リオまで届け。」篇
- 日産自動車「Dog&Drive」『獣医と考える、快適なクルマ 遠出篇』
- MSDアニマルヘルス株式会社ペット用ノミダニ駆除薬「ブラベクト錠」[16] ※一錠除(Bravecto)台湾版にも出演
- google「Android」イメージCM「 Android : 見せたい写真、パッと出る」
- サムティ「柴犬まる」篇・「あなたのそばに」篇[17]

## 書籍
- 柴犬まる（2014年6月、KADOKAWA）ISBN 978-4040667638
- 柴犬まるのイヤイヤさん（2014年12月、KADOKAWA）ISBN 978-4040671888
- 柴犬まるさんぽ（2016年3月、KADOKAWA）ISBN 978-4040683119
- 柴犬まるのワン若心経（2016年7月、リベラル社）ISBN 978-4434222597
- 柴犬まるフォトメッセージ集　もっと声を聞かせてよ（2016年12月、KADOKAWA）ISBN 978-4040687650
- 柴犬まるの幸福論（2017年3月、リベラル社）ISBN 978-4434230561

## テレビ出演
- ペットの王国 ワンだランド（朝日放送）
- モヤモヤさまぁ〜ず2（テレビ東京）
- 人生が変わる1分間の深イイ話（日本テレビ）
- 発見!ウワサの食卓（関西テレビ）
- Rの法則（NHK Eテレ）
- スクール革命!（日本テレビ）
- 柴犬まるの戦後70年まるワカリ!?（NHK）
- バイキング（フジテレビ）
- スッキリ!!（日本テレビ）
- PON!（日本テレビ）
- あさチャン!（TBS）
- めざましテレビ（フジテレビ）
- お願い!ランキング（テレビ朝日）
- トコトン掘り下げ隊!生き物にサンキュー!!（TBS）
- 行列のできる法律相談所（日本テレビ）
- 情報プレゼンター とくダネ!（フジテレビ）
- キスマイ魔ジック（テレビ朝日）
- マツコの知らない世界（2016年11月1日、TBS） - 「柴犬の世界」回

## 雑誌
- BRUTUS 819号[18] - 表紙
- BRUTUS BRUTUS特別編集 やっぱり犬だって。（マガジンハウスムック）　- 表紙
- MONOCLE April 2017[19] - 表紙
- JTBパブリッシング るるぶわんこと遊べるスポット300 首都圏発 - 表紙
- SINRA 2018年1月号（新潮社） - 表紙